# High Standard HDM
Die High Standard HDM (Military) ist eine schallgedämpfte Kleinkaliberpistole, die hauptsächlich von der CIA eingesetzt wurde. Eine gewisse Bekanntheit erlangte sie nach dem Abschuss des U-2-Piloten Powers durch die sowjetische Luftabwehr 1960. Es handelt sich um einen Rückstoßlader mit Masseverschluss im Kaliber .22 lfB.

## Entwicklung
Die Geschichte dieser Waffe begann im Zweiten Weltkrieg, als der Vorläufer der CIA, der Office of Strategic Services (OSS), eine schallgedämpfte Pistole zur Bewaffnung seiner Agenten benötigte. Ingenieure von Bell modifizierten verschiedene Kleinkaliberpistolen, meist Sportpistolen von Colt und High Standard. Der OSS entschied sich schließlich für eine entsprechend veränderte High Standard HD und beauftragte die High Standard Manufacturing Corporation mit der Produktion mehrerer tausend Waffen. Der offizielle Name war „model HDM“, die Waffen wurden aber häufig einfach „OSS pistols“ genannt.

## Konstruktion
Die High Standard HDM arbeitet nach dem Prinzip des Rückstoßladers mit Masseverschluss. Der Lauf ist feststehend und mit dem Rahmen, der gleichzeitig das Griffstück bildet, fest verbunden. An der linken Seite des Griffstückes ist die auf Schlitten und Auslöser wirkende Sicherung angebracht. Der Schlitten beherbergt Zündstift, Auszieher und Schließfeder.
Das einreihige Magazin besteht aus Blech und hat eine Kapazität von 10 Patronen. Es ist mit dem Magazin des Colt Woodsman austauschbar. Der Magazinhalteknopf ist am Boden des Griffes angebracht.
Die Pistole verfügt über ein einstellbares offenes Visier.
Die Anfangsgeschwindigkeit beträgt vo = 335 m/s, nach anderen Angaben 329 m/s.

### Schalldämpfer
Der Lauf der Waffe ist durchbohrt (mit 44 Löchern in vier Reihen zu je 11 Löchern) und mit einem 20-mesh-Bronzedrahtgewebe straff umwickelt. Darauf wird der Schalldämpfer geschraubt, der die Mündung mehrere Zentimeter überragt. Zwischen Lauf- und Schalldämpfermündung sind 110 Gazescheiben aus verzinntem Bronzedraht mit einer Maschenzahl von 30-mesh (30 Maschen pro Quadratzoll) als Dämpfereinsätze angebracht, die mit einer Feingewindemutter gegen die Laufmündung verspannt werden. Durch den perforierten Lauf wird die Geschossgeschwindigkeit in den Unterschallbereich abgesenkt und die Gesamtkonstruktion soll den Abschussknall gegenüber einer ungedämpften HD um 22 dB verringert haben. Dadurch war die Waffe zwar nicht komplett lautlos, es reichte aber aus, um die Position des Schützen nicht orten zu können.

## Einsatz
Im Zweiten Weltkrieg wurden Agenten des OSS mit dieser Waffe eingesetzt. Auch im Korea- und Vietnamkrieg verwendeten CIA-Agenten und Spezialeinsatzkräfte diese Pistole bei verdeckten Operationen.
Durch den Abschuss von Francis Powers bei einem Spionageflug über der Sowjetunion kam ans Licht, dass die „model HDM“ an Piloten als Selbstschutzwaffe ausgegeben wurde. Powers überlebte den Abschuss und wurde gefangen genommen. Seine Ausrüstung, Wrackteile und auch die Pistole mit der Seriennummer 120046 wurden der internationalen Öffentlichkeit präsentiert.